# Velika nagrada Francije 1949
Velika nagrada Francije 1949 je bila četrta neprvenstvena dirka Grandes Épreuves v sezoni Velikih nagrad 1949. Odvijala se je 17. julija 1949 na dirkališču Reims-Gueux pri Reimsu.

## Rezultati
| Poz | Dirkač                | Dirkalnik        | Krogi | Čas/Odstop | Št. m. |
| --- | --------------------- | ---------------- | ----- | ---------- | ------ |
| 1   | Louis Chiron          | Talbot-Lago T26C | 64    | 3:06:33.7  |        |
| 2   | Princ Bira            | Maserati 4CLT    | 64    | 3:06:51.3  |        |
| 3   | Peter Whitehead       | Ferrari 125      | 64    | 3:07:22.2  |        |
| 4   | Louis Rosier          | Talbot-Lago T26C | 64    | 3:07:30.4  | 3      |
| 5   | Raymond Sommer        | Talbot-Lago T26C | 61    | +3 krogi   |        |
| 6   | Eugène Chaboud        | Delahaye 135     | 58    | +6 krogov  |        |
| 7   | Georges Grignard      | Talbot-Lago T26C | 46    | +18 krogov |        |
| Ods | Pierre Levegh         | Talbot-Lago T26C | 40    |            |        |
| Ods | Benedicto Campos      | Maserati 4CLT    | 33    |            |        |
| Ods | Yves Giraud-Cabantous | Talbot-Lago T26C | 31    |            |        |
| Ods | Philippe Étancelin    | Talbot-Lago T26C | 27    |            |        |
| Ods | Juan Manuel Fangio    | Maserati 4CLT    | 25    |            | 2      |
| Ods | Reg Parnell           | Maserati 4CLT    | 22    |            |        |
| Ods | George Abecassis      | Alta GP          | 18    |            |        |
| Ods | David Murray          | Maserati 4CLT    | 14    |            |        |
| Ods | Giuseppe Farina       | Maserati 4CLT    | 12    |            |        |
| Ods | Luigi Villoresi       | Ferrari 125      | 5     |            | 1      |